# Between the Times
Between the Times ist ein deutsches Jazz-Ensemble aus Heidelberg, welches sich auf Improvisationen und Neukompositionen, basierend auf altertümlichen Melodien – zum Beispiel der Lauten-Musik des 17. Jahrhunderts – spezialisiert hat.
Johannes Vogt (Gitarre, Laute) und Knut Rössler (Saxofon) kooperieren mit Instrumentalisten wie Mani Neumeier (Schlagzeug) und Miroslav Vitouš (Bass), aber auch mit Vokalisten wie der Barock-Sängerin Ute Kreidler.
In der Vergangenheit wählte das Ensemble zum Teil sehr ungewöhnliche Aufnahme-Orte für seine CDs wie zum Beispiel ein leer stehendes Getreide-Silo, oder das Castel del Monte in Apulien. Daher zeichnen sich einige ihrer Aufnahmen durch sehr charakteristische Hall-Eigenschaften aus.
Ihre vierte CD Between The Times wurde 2007 vom britischen Magazin HIFI+ als Record of the Year ausgezeichnet und von den Zeitschriften The Times, Financial Times, Jazzpodium, Stereoplay und The Independent On Sunday gelobt. Über ihre fünfte CD Octagon urteilte der kulturSPIEGEL: "Unglaublich beeindruckend! Aus alter Musik und Jazz etwas Neues zu schaffen – das könnte Europas Beitrag zur Weiterentwicklung des Jazz sein".

## Diskographie
- 1999 Between the Times – Early Songs (Upala Records)
- 2002 Im Silo (BR Records)
- 2007 Between the Times (ACT Records)
- 2010 Octagon (ACT Records)
- 2017 terza pratica / Monteverdi (Edition Red)